# Johann Joachim Gottlob am Ende

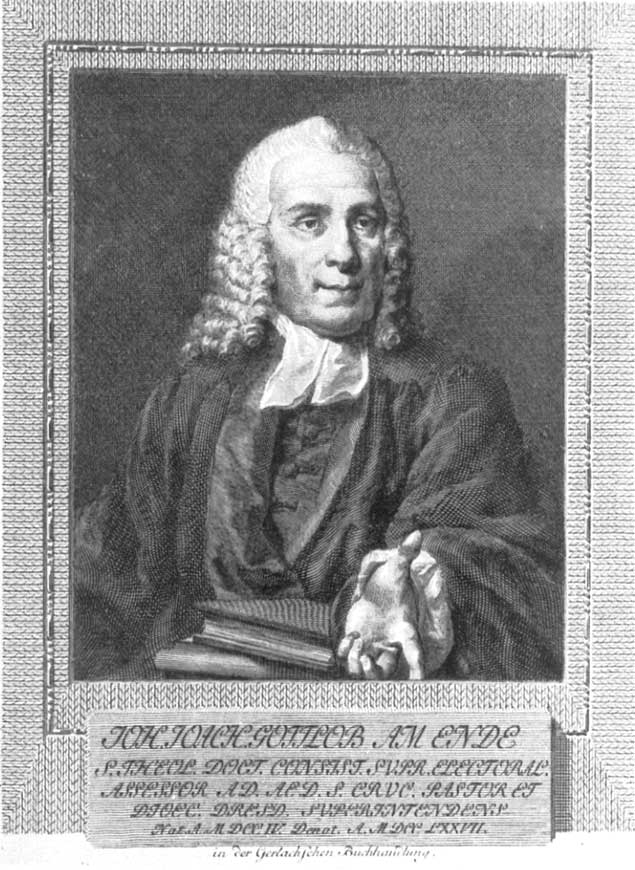
Johann Joachim Gottlob am Ende

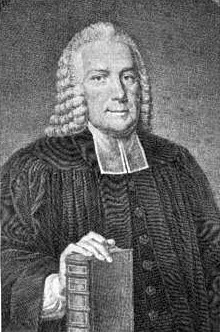
Porträt in der Neue[n] sächsische[n] Kirchengalerie

Johann Joachim Gottlob am Ende (* 16. Mai 1704 in Gräfenhainichen; † 2. Mai 1777 in Dresden) war ein deutscher lutherischer Theologe, Pädagoge und Autor.

## Leben
Am Ende wurde als Sohn des Gräfenhainicher evangelischen Diakons Johann Christian am Ende und Anna Dorothea Richter, der Tochter des Pfarrers und dessen Frau, in Lastau geboren. Die Großeltern väterlicherseits waren der Stadtrichter Anton am Ende und dessen Frau Elisabeth Asseburg. Nachdem er die allgemeinen Grundlagen an der Schule seiner Heimatstadt gelegt hatte, besuchte er ab dem 8. August 1719 fünf Jahre lang die Fürstenschule in Grimma und immatrikulierte sich am 8. Dezember 1723 an der Universität Wittenberg. Hier hatte er 1725 die Abhandlung Sententiam de tertia hominis parte repugnare sobriis philosophiae naturalis principiis unter Gottlob Liborius Dathe und 1726 De oratore ex animi corporisque notitia informato unter Johann Wilhelm von Berger verteidigt. 
In der Folge erwarb er sich am 17. Oktober 1727 den akademischen Grad eines Magisters der philosophischen Wissenschaften. 1729 kehrte er in seine Heimatstadt zurück, wo er Substitut seines Vaters wurde und er nach dessen Tod das Amt des Diakons übernahm. 1743 wechselte er als Inspektor und Lehrer nach Schulpforta, wo er unter anderem Lehrer von Friedrich Gottlieb Klopstock war. 1748 wird er als Superintendent in Freyburg (Unstrut) berufen. Dort erhielt er 1749 einen Ruf als Superintendent von Dresden, wozu er sich an die Universität Leipzig begab, um sich die dafür notwendigen akademischen Grade zu erwerben. Nach seiner Inauguraldissertation Deum gloriosum seu gloriam dei a calumniis auctoris libri Gallici de religione homini essentiali maxime ex prov. XVI. 4 vindicatam. (Leipzig 1749) erhielt er am 6. November 1750 den akademischen Grad eines Lizentiaten der Evangelischen Theologie und am 7. November desselben Jahres die theologische Doktorwürde. Daraufhin begab er sich nach Dresden, wo er am 14. Juli 1750 das ihm übertragene Amt antrat. 
Als vielseitig gebildeter Mann war er ein hervorragender Kanzelredner. Dabei war er nicht ohne Einfluss auf die Erneuerung während dieser Homilie. Ohne eng dogmatisch zu sein, positionierte er das christliche Leben und Tun in den Mittelpunkt seines Wirkens. Durch seine Rechtgläubigkeit und durch seine aufrechte Haltung während des Siebenjährigen Krieges erwarb er sich hohe Anerkennung. Die erste der beiden Predigten, denen 1756 Friedrich II. von Preußen beiwohnte, und die auf dessen Befehl gedruckt wurden, gewann große Berühmtheit. Diese wurde wiederholt nachgedruckt, zuletzt 1831, und ins Französische, Englische, Niederländische und Italienische übersetzt.
Seine mit der Gräfenhainicherin Catharina Concordia Reibstahl, der Tochter des Zschornewitzer Pfarrers Johann Christian Reibstahl, geschlossene Ehe blieb kinderlos. Er hinterließ ansehnliche Stiftungen.

## Werke (Auswahl)
- Des Herrn Jean de la Bruyere […] vernünftige und sinnreiche Gedancken von Gott und der Religion. Danzig 1739 (Digitalisat in der Google-Buchsuche).
- Alexandri Pope […] commentatio de homine poetica ex anglico idiomate in latinum translata et carmine heroico expressa notisque subiunctis illustrata. Wittenberg 1743 (Digitalisat in der Google-Buchsuche).
- Epistola aditialis qua viros perquam reverendos clarissimos atque doctissimos dominos praepositos pastores atque diaconos quotquot inspectioni Portensi subsunt de officii sui aditu et regio quidem principalique iussu certiores facit simulque de quibusdam Novi Testamenti locis quae de apertione portae mentionem faciunt. Wittenberg 1744 (Digitalisat).
- Memoriam inspectorum Portensium dissoluto inspectionis corpore conservare studet simulque. Wittenberg 1748 (Digitalisat in der Google-Buchsuche).
- Christeis. Hoc est Acta apostolorum e lingua originali in Latinam translata et carmine heroico expressa notisque subiunctis illustrata. Wittenberg 1759.
- Frommer Christen tägliches Buß- Bet- und Lob-Opfer vor GOtt durch Christum. Dresden 1762 (urn:nbn:de:gbv:3:1-198061).
  - und zahlreiche andere Predigten, insbesondere auch zu landes- u. stadtgeschichtlich bedeutsamen Ereignissen